# Tom Ecochard
Tom Ecochard (Francia, 14 de diciembre de 1992) es un jugador profesional francés de rugby que se desempeña en la posición de medio scrum en Union Sportive Arlequins Perpignanais, equipo perteneciente a la liga Top 14.

## Carrera
Ecochard es un jugador de formación francesa (JIFF). Comenzó su carrera deportiva con el equipo Racing Club Narbonnais, en el cual jugó una temporada (2008-2009), después pasó a Union Sportive Arlequins Perpignanais, donde lleva jugando quince temporadas.